# Argyrodes weyrauchi
Argyrodes weyrauchi är en spindelart som beskrevs av Harriet Exline och Levi 1962. Argyrodes weyrauchi ingår i släktet Argyrodes och familjen klotspindlar.
Artens utbredningsområde är Peru. Inga underarter finns listade i Catalogue of Life.